# ناحیه هایلند (استان اوسکئولا، میشیگان)
ناحیه هایلند (به انگلیسی: Highland Township) یک منطقهٔ مسکونی در ایالات متحده آمریکا است که در شهرستان اوسکئولا، میشیگان واقع شده‌است.
 ناحیه هایلند ۹۶٫۸ کیلومتر مربع مساحت و ۱٬۲۰۷ نفر جمعیت دارد و ۱۹۲ متر بالاتر از سطح دریا واقع شده‌است.